# Estebrügge

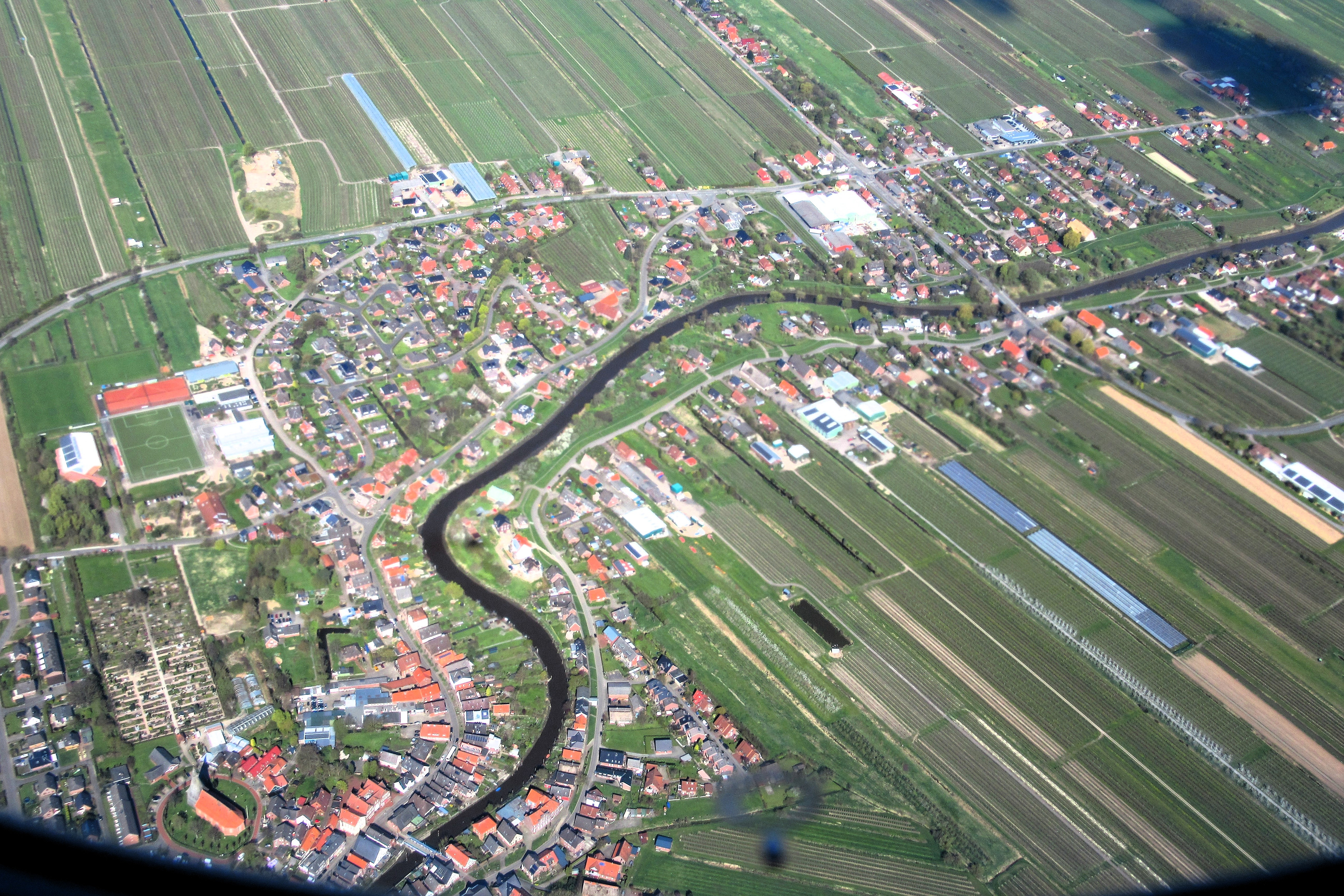
Estebrügge

Estebrügge (niederdeutsch Eestbrügg) ist ein Ortsteil der Gemeinde Jork im Alten Land im niedersächsischen Landkreis Stade.

## Geografie und Verkehrsanbindung
Der Ort liegt südöstlich des Kernortes Jork an der Este, einem linken Nebenfluss der Elbe. Die Entfernung zur nördlich fließenden Elbe beträgt 4,5 km, die Entfernung zur östlich verlaufenden Landesgrenze zu Hamburg 2,5 km. Nördlich liegt das 68 ha große Naturschutzgebiet (NSG) Borsteler Binnenelbe und Großes Brack, südlich das 1317 ha große NSG Moore bei Buxtehude und südöstlich – auf Hamburger Gebiet – das 737 ha große Naturschutzgebiet Moorgürtel.
Südwestlich verläuft die A 26 und etwas weiter südlich die B 73.

## Sehenswürdigkeiten
- die Friedenseiche Estebrügge auf dem Friedhof (siehe Liste der Naturdenkmale im Landkreis Stade)
- die lebensgroße Bronze-Skulptur De ole Schipper (1989) des Bildhauers Carsten Eggers (1958–2021) im Ortskern
- die evangelische Kirche St. Martini[1]
- Fachwerkhaus Estehof

## Persönlichkeiten
- Wilhelm Riehn (1841–1920) wurde in Estebrügge geboren, arbeitete als Maschinen- und Schiffbau-Ingenieur in Magdeburg, Clausthal sowie Görlitz und lehrte von 1879 bis 1910 an der Technischen Hochschule Hannover.
- Johannes Gährs (1874–1956) ist auf dem Friedhof Estebrügge begraben. Er war Bauingenieur und amtierte als Ministerialdirektor im Reichsverkehrsministerium sowie als Präsident der Preußischen Akademie des Bauwesens.

## Bildergalerie

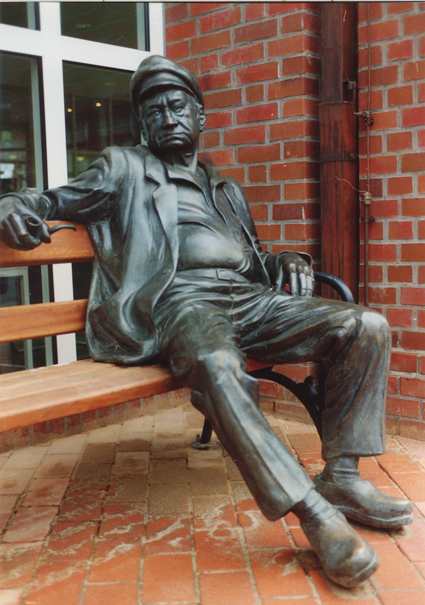
Skulptur De ole Schipper.
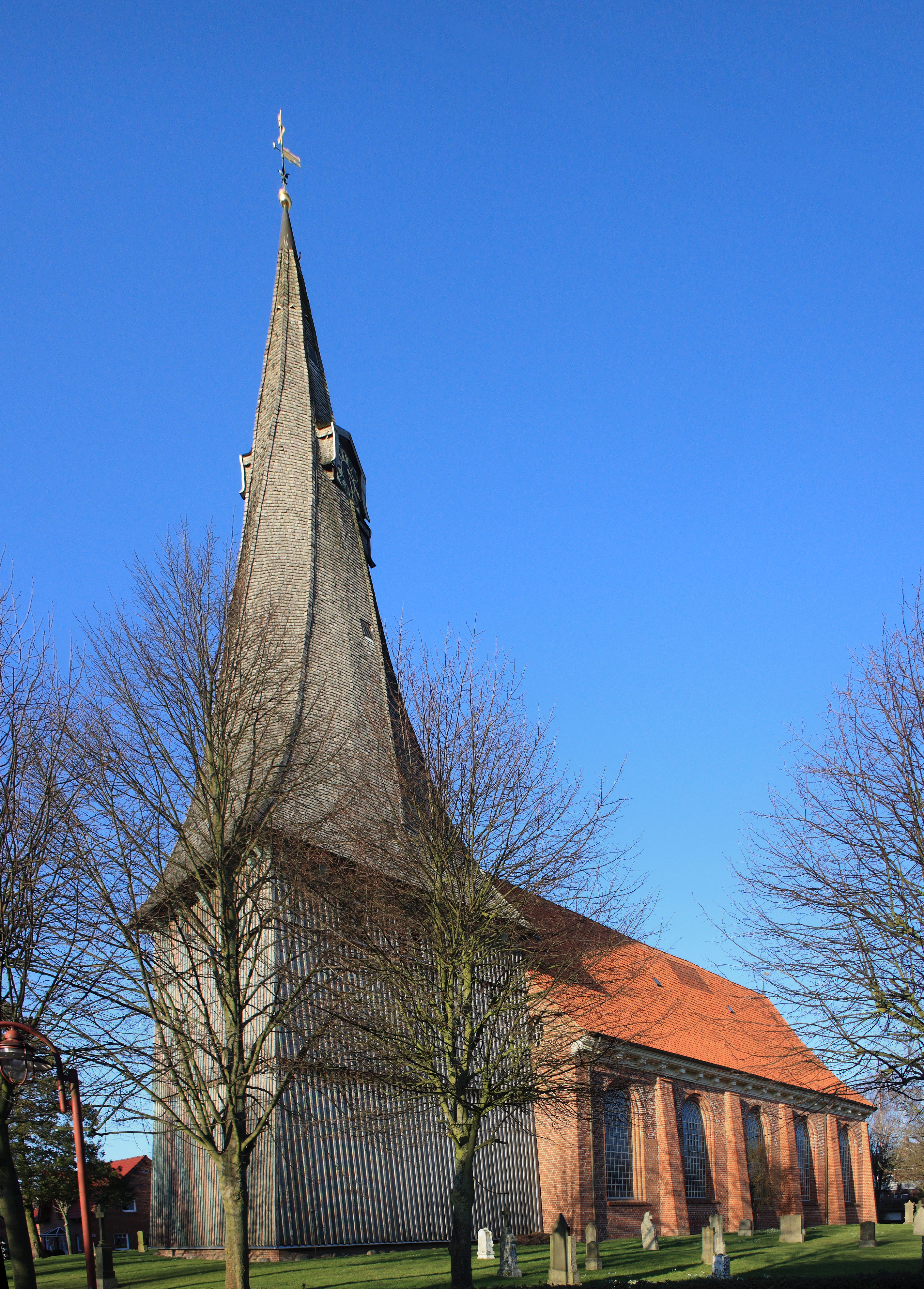
Kirche St. Martini
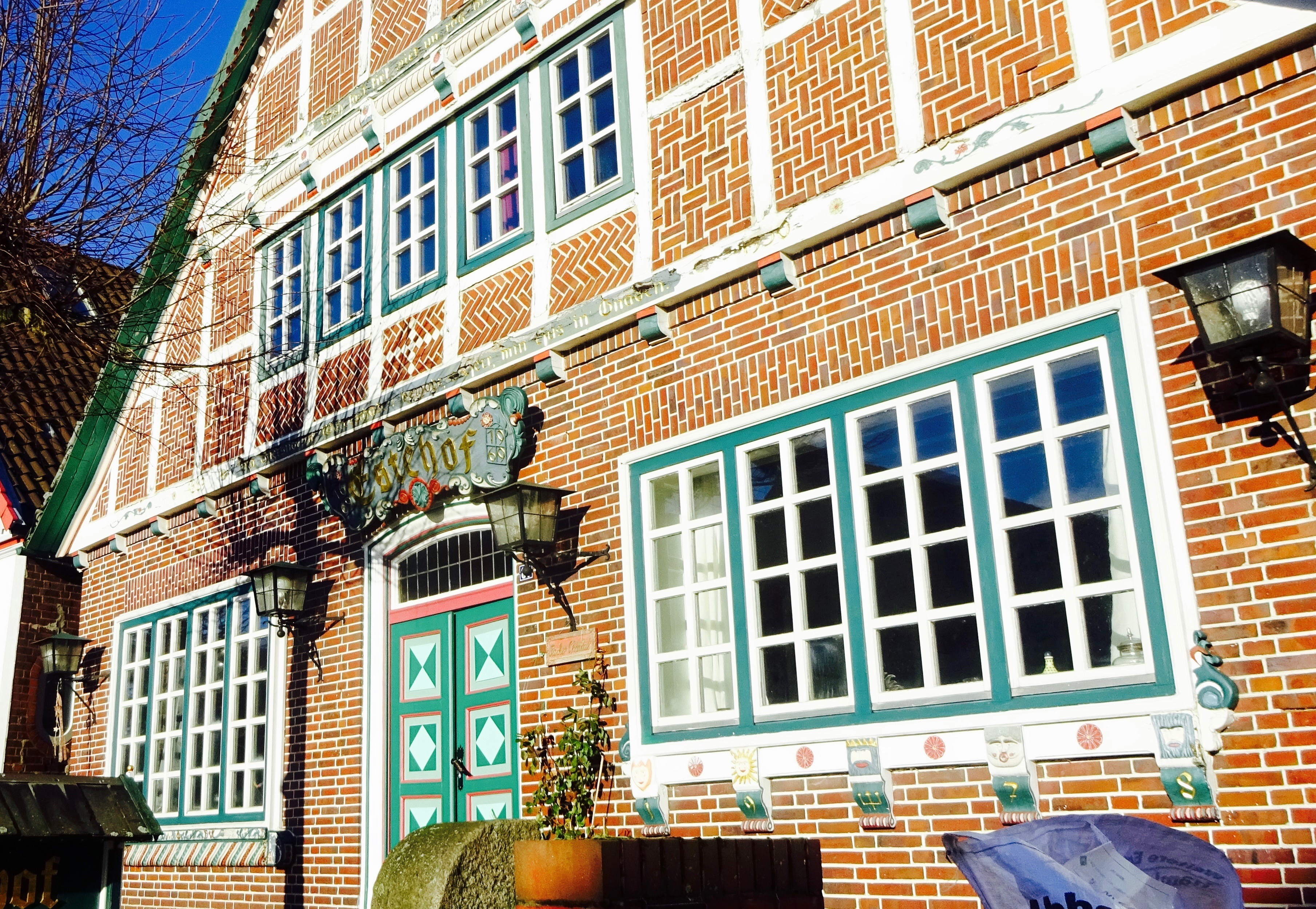
Estehof
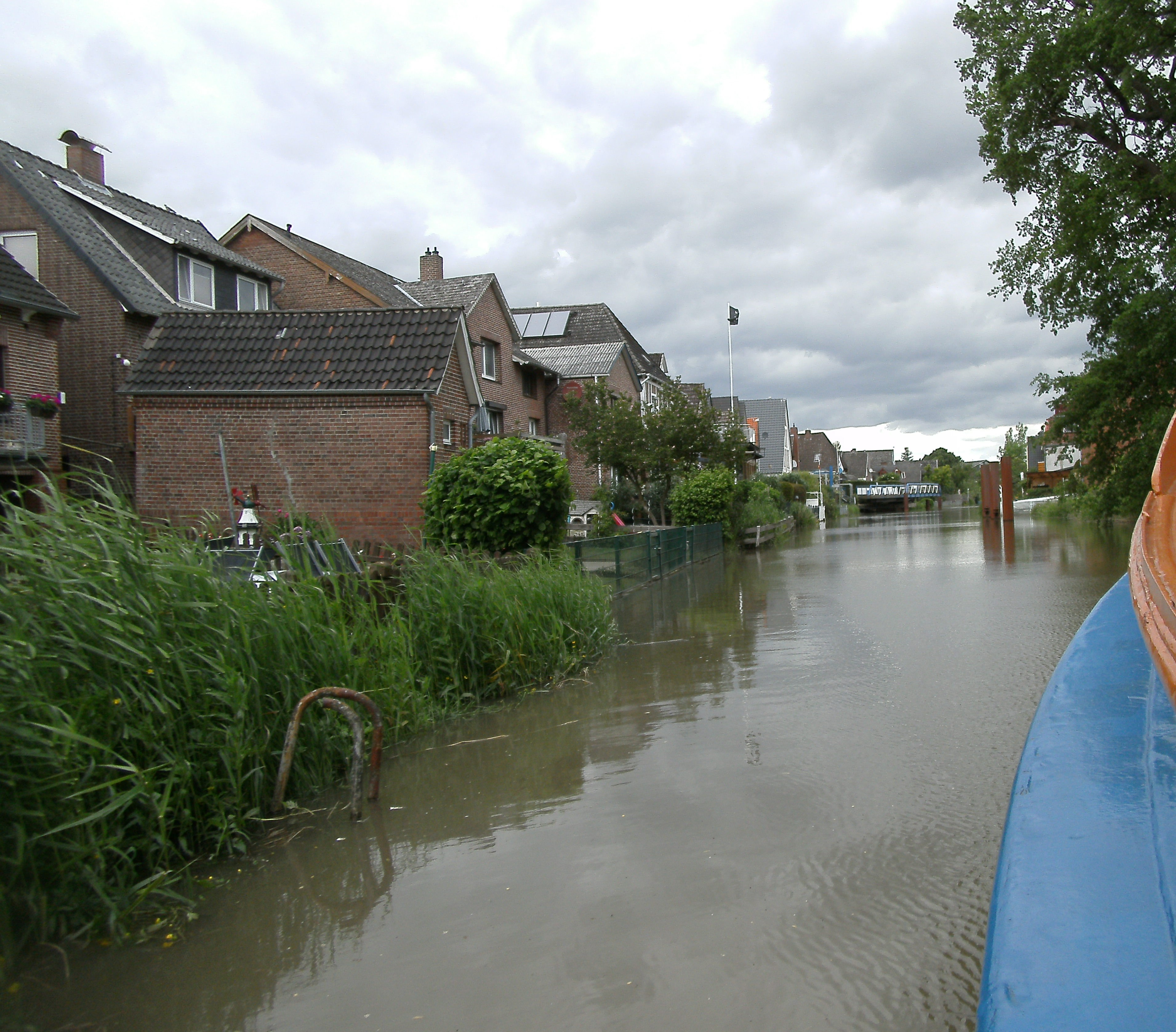
Die für eine Bootsdurchfahrt geöffnete Estebrücke.
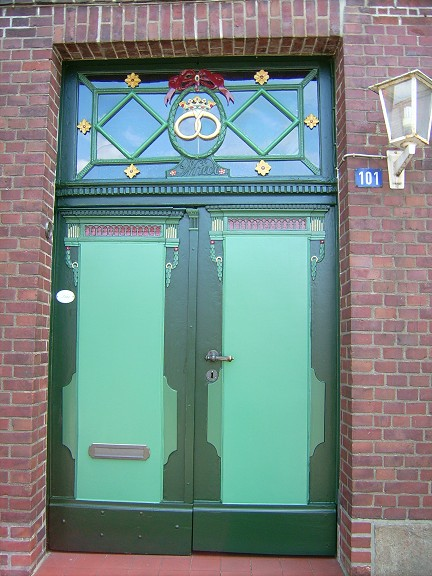
Altländer Haustür, Estebrügger Str. 101.